# Deutsche Fußball-Amateurmeisterschaft 1956
Deutscher Fußball-Amateurmeister 1956 wurde die Spvgg. 03 Neu-Isenburg. Im Finale in Berlin siegte sie am 24. Juni 1956 mit 3:2 gegen den VfB Speldorf.

## Teilnehmende Mannschaften
Es nahmen die Amateurmeister der fünf Regionalverbände teil:
| Mannschaft                      | Regionalverband |
| ------------------------------- | --------------- |
| BFC Südring                     | Berlin          |
| Eintracht Braunschweig Amateure | Nord            |
| SV Niederlahnstein              | Rheinland-Pfalz |
| Spvgg. 03 Neu-Isenburg          | Süd             |
| VfB Speldorf                    | West            |

## Ausscheidungsspiel
|             | Ergebnis |                    |
| ----------- | -------- | ------------------ |
| BFC Südring | 2:1      | SV Niederlahnstein |

## Halbfinale
|              | Ergebnis |                            |
| ------------ | -------- | -------------------------- |
| BFC Südring  | 0:5      | Spvgg. 03 Neu-Isenburg     |
| VfB Speldorf | 3:1      | Eintracht Braunschweig Am. |

## Finale
| Spvgg. 03 Neu-Isenburg                                                                                   | Spvgg. 03 Neu-Isenburg | VfB Speldorf | VfB Speldorf |
| --- | --- | --- | ------------ |
| Spvgg. 03 Neu-Isenburg                                                                                   | \| Sonntag, 24. Juni 1956 in Berlin (Olympiastadion Berlin) \| \| Ergebnis: 3:2 (1:1) \| \| Zuschauer: Anfangs 10.000 bis zum Ende 45.000 (anschließend fand das Endspiel der Vertragsspieler statt) \| \| Schiedsrichter: Alois Pennig (Ruchheim) \| | \| Sonntag, 24. Juni 1956 in Berlin (Olympiastadion Berlin) \| \| Ergebnis: 3:2 (1:1) \| \| Zuschauer: Anfangs 10.000 bis zum Ende 45.000 (anschließend fand das Endspiel der Vertragsspieler statt) \| \| Schiedsrichter: Alois Pennig (Ruchheim) \| | VfB Speldorf |
| Spvgg. 03 Neu-Isenburg                                                                                   | Willi Wehner – Bilz, Karlheinz Kundermann, Erwin Tilke, Norbert Fuchs, Helmut Stamer, Herbert Krapf, Schmitt, Heinz Herdt, Walter Müller, Friedel Kabatzki Cheftrainer: Erwin Schädler                                                                | Helmut Hirnstein – Heinz Riepe, Hans Otto Bösebeck, Ernst Stroß, Georg Hanselmann, Horst Riemenschneider, Walter Krogel, Heinz Brands, Kurt Zimmermann, Walter Reichert, Theo Klöckner Cheftrainer: Kurt Biesenkamp                                   | VfB Speldorf |
| Spvgg. 03 Neu-Isenburg                                                                                   | 1:1 Müller (24.) 2:1 Schmitt (58.) 3:2 Stamer (75.) | 0:1 Zimmermann (8.) 2:2 Klöckner (67.) | VfB Speldorf |
| Sonntag, 24. Juni 1956 in Berlin (Olympiastadion Berlin)                                                 | | |              |
| Ergebnis: 3:2 (1:1)                                                                                      | | |              |
| Zuschauer: Anfangs 10.000 bis zum Ende 45.000 (anschließend fand das Endspiel der Vertragsspieler statt) | | |              |
| Schiedsrichter: Alois Pennig (Ruchheim)                                                                  | | |              |